# Štvrtok na Ostrove
Štvrtok na Ostrove (allemand : Leopoldsdorf auf der Schütt), est un village de Slovaquie situé dans la région de Trnava.

## Histoire
Première mention écrite du village en 1240.

## Démographie

### Évolution de la population
| Année:               | 1994. | 2004.   | 2014.   | 2024.   |
| -------------------- | ----- | ------- | ------- | ------- |
| Nombre de personnes: | 1624  | 1733    | 1756    | 1740    |
| Différence:          |       | +6,71 % | +1,32 % | -0,91 % |

| Année:               | 2023. | 2024.   |
| -------------------- | ----- | ------- |
| Nombre de personnes: | 1720  | 1740    |
| Différence:          |       | +1,16 % |